# بنجامين هوبير
بنجامين هوبير (بالإنجليزية: Benjamin Hubert)‏ هو مصمم صناعي بريطاني، ولد في 11 مارس 1984 في المملكة المتحدة.

## وصلات خارجية
- الموقع الرسمي